# Paralastor eriurgus
Paralastor eriurgus är en stekelart som först beskrevs av Henri Saussure.  Paralastor eriurgus ingår i släktet Paralastor och familjen Eumenidae. Inga underarter finns listade i Catalogue of Life.